# 村田光貴
村田 光貴（むらた こうき、1977年4月7日 - ）は、日本の農家。株式会社農未来代表。自然栽培農家として地域ブランド化と耕作放棄地再生による地方創生に尽力していた。2020年8月に経営していた合同会社農未来および、株式会社農未来を破綻。

## 概要
1977年4月7日、東京都江戸川区の出身。岩手県陸前高田市で就農。2011年3月11日、東日本大震災で農地を全て失う。2012年1月、大分県国東市国東町来浦地区に移住。10月4日、日本の有機農業の未来を考えるシンポジウムのパネリスト。2017年12月1日、毎日新聞経済プレミア「この人、この土地」だから生み出せる一品」に掲載。
2020年8月26日、経営していた合同会社農未来および、株式会社農未来を破綻。経営する全事業から撤退した。事件番号は令和２年（フ）第5181号・第5182号。

## 受賞
- 第3回九州未来アワード審査員特別奨励賞を受賞（2016年）[5]

## 出演番組
- NHK小さな旅（2017年4月23日）[6]